# Mikroregion Porta Bohemica
Mikroregion Porta Bohemica je zájmové sdružení obcí v okresu Litoměřice, jeho sídlem je * Kamýk. Sdružuje celkem 14 obcí a byl založen v roce 2000.

## Cíle
- Společný postup členských obcí při získávání finančních prostředků
- Plánování a realizace významných investičních akcí v rámci území sdružení
- Ochrana životního prostředí na území sdružení
- Sociální, zdravotnická a kulturní spolupráce členských obcí
- Vzájemná finanční pomoc členských obcí
- Plánování a zřizování zařízení, sloužících k uspokojování potřeb občanů všech členských obcí
- Zřizování podnikatelských nebo nepodnikatelských subjektů určených pro uskutečňování cílů sdružení.

## Obce sdružené v mikroregionu
- Hlinná
- Kamýk
- Lhotka nad Labem
- Libochovany
- Libotenice
- Malé Žernoseky
- Malíč
- Michalovice
- Miřejovice
- Mlékojedy
- Píšťany
- Prackovice nad Labem
- Velké Žernoseky
- Žalhostice